# Emilianów (województwo lubelskie)
Emilianów – wieś w Polsce położona w województwie lubelskim, w powiecie świdnickim, w gminie Piaski.
W latach 1975–1998 miejscowość administracyjnie należała do ówczesnego województwa lubelskiego.
Wieś jest sołectwem w gminie Piaski. Według Narodowego Spisu Powszechnego z roku 2011 wieś liczyła 136 mieszkańców.